# Serge Gruzinski

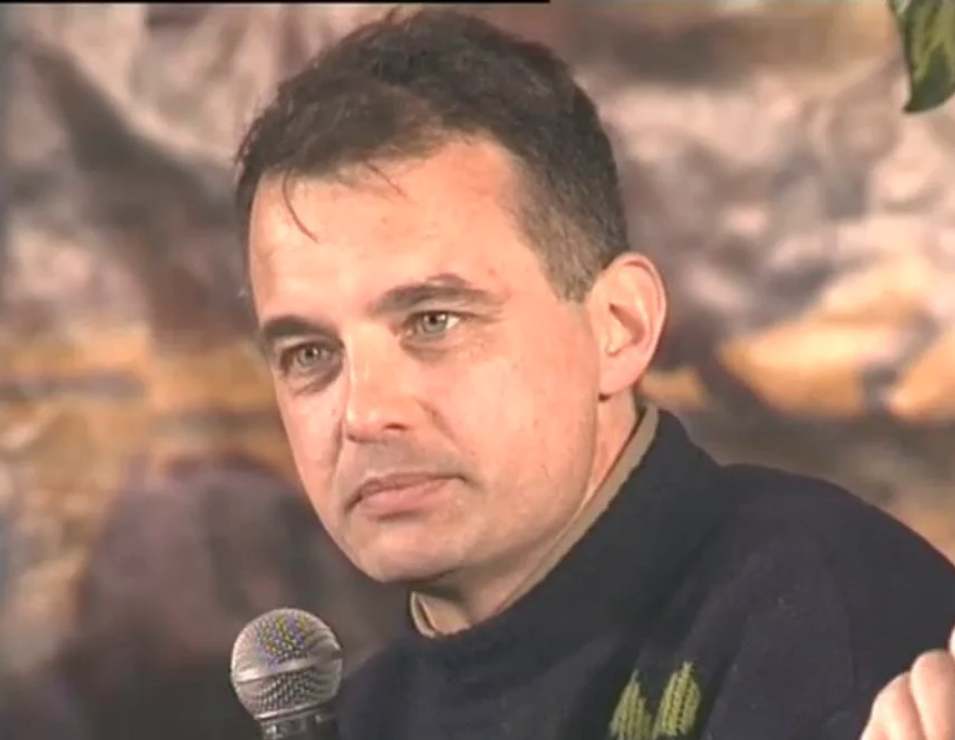
Serge Gruzinski, 2012

Serge Gruzinski (* 5. November 1949 in Tourcoing, Département Nord, Frankreich) ist ein französischer Historiker und Hochschullehrer.

## Leben
Nach seinem Abschluss an der École nationale des chartes in Paris besuchte Gruzinski in den Jahren von 1973 bis 1975 die École française de Rome in Rom. Weitere Studien führten ihn an die Casa de Velázquez in Madrid. Seit 1993 ist er Forschungsdirektor an der Pariser École des Hautes Études en Sciences Sociales. Dort befasst er sich mit der Geschichte Lateinamerikas, seinen Erfahrungen in der Zeit des Kolonialismus und den Entwicklungen bei der Vermischung der Kulturen als Vorstufen einer Globalisierung.
Gruzinski war auf der documenta X des Jahres 1997 in Kassel einer der 100 Gäste in der Veranstaltungsreihe 100 Tage-100 Gäste. Er ist Mitglied des Redaktionskomitees der Halbjahreszeitschrift für Anthropologie Gradhiva. Er leitete die Ausstellung Planète Métisse im Pariser Musée du quai Branly.

## Veröffentlichungen
- El aguila y la sibila. Frescos indios de México.
- Introducción a la Historia de las Mentalidades. Instituto Nacional de Antropologia e Historia (INAH), Mexiko-Stadt 1979.
- Les Hommes-Dieux du Mexique. Pouvoir indigéne et domination coloniale, XVIe-XVIIIe siécle. Éditions des Archives Contemporaines, Paris 1985.
- Le destin brisé de l’empire aztèque. Reihe Découvertes Gallimard (n° 33), Gallimard, Paris 1988.
  - deutsch: Die Azteken. Kurze Blüte einer Hochkultur, Reihe „Abenteuer Geschichte“; Bd. 28, Maier, Ravensburg 1992, ISBN 3-473-51028-9.
- L’Amérique de la Conquète peinte par les Indiens de la Mexique. Flammarion-UNESCO, Paris 1991, ISBN 2-08-012155-3.
- Histoire de Mexico. Fayard, Paris 1996.
- mit Luiz Felipe de Alencastro: Rio, la ville métisse/Rio de Janeiro, cidade mestique. Editions Chandeigne, Paris/Companhia das Letras, São Paulo 2001.
- L’Aigle et le Dragon. Démesure européenne et mondialisation au XVIe siècle. Fayard, Paris 2012, ISBN 978-2-213-65608-3.[1]
  - deutsch: Drache und Federschlange: Europas Griff nach Amerika und China 1519/20. Campus-Verlag, Frankfurt am Main / New York City 2014, ISBN 978-3-593-50080-5.
- L’Histoire, pour quoi faire? Fayard, Paris 2015, ISBN 978-2-213-67752-1.